# لئو دی لاین
لئو دی لایـِـن (انگلیسی: Leo De Lyon؛ ۲۷ آوریل ۱۹۲۶ - ۱۸ سپتامبر ۲۰۲۱) بازیگر و صداپیشه اهل ایالات متحده آمریکا است.
از فیلم‌ها یا مجموعه‌های تلویزیونی که وی در آن‌ها نقش داشته است، می‌توان به تاپ کت اشاره نمود.